# Fahrzeug-Werke Lueg

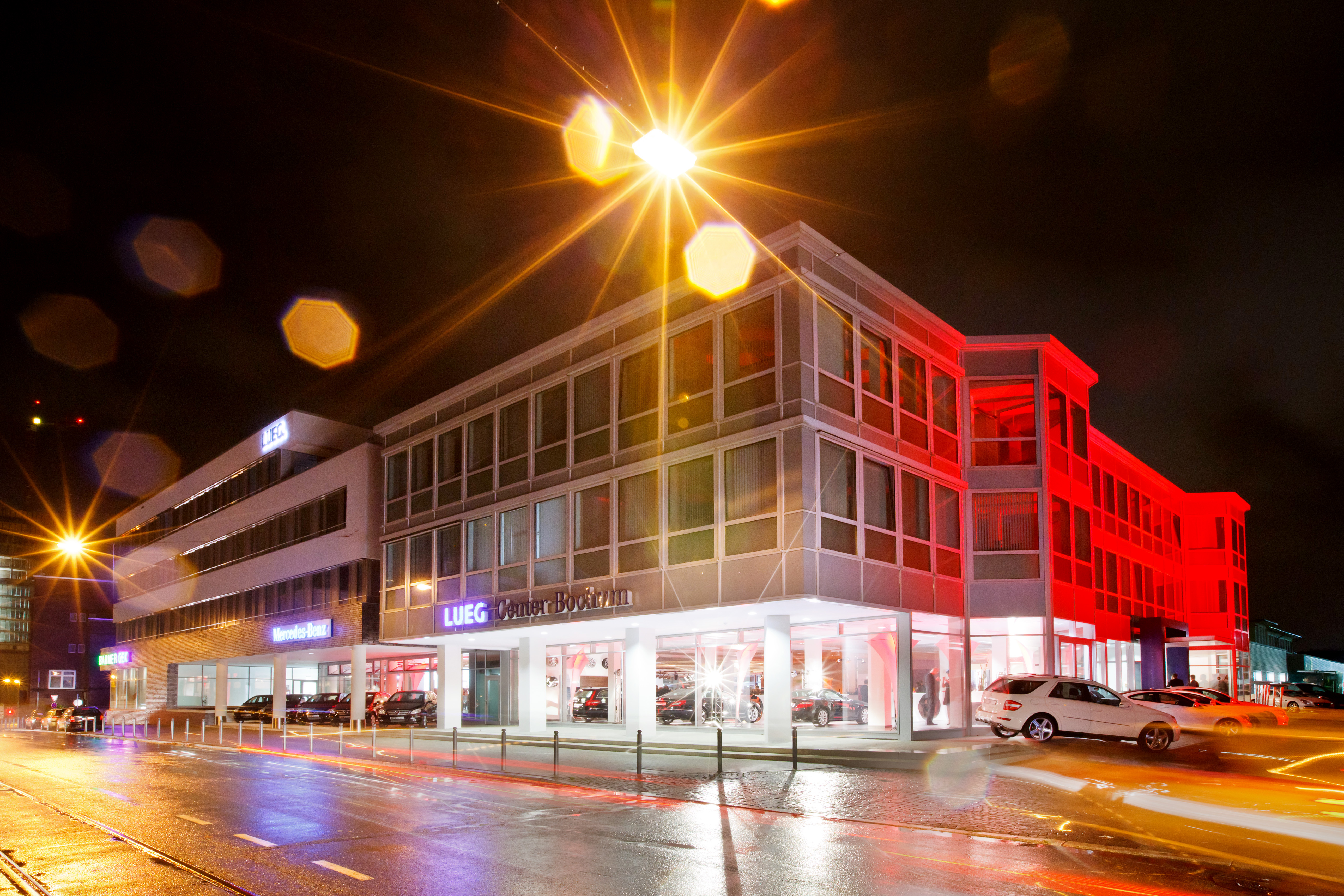
Stammsitz in Bochum

Die Fahrzeug-Werke Lueg AG (Eigenschreibweise: LUEG) [luːk] sind ein Mobilitätsunternehmen mit Hauptsitz in Bochum, das in den Geschäftsfeldern Fahrzeughandel und -service, Produktion/Aufbauten und Dienstleistungen tätig ist. Lueg ist einer der ältesten und größten Vertriebs- und Servicepartner der Mercedes-Benz AG. Alle Aktien befinden sich im Besitz von Mitgliedern der Familie Lueg.
1868 als Wagenfabrik in Bochum gegründet, hat sich Lueg bis heute zu einer Automobilhandelsgruppe mit mehr als 20 Standorten in sieben Ländern entwickelt: in Deutschland, der Schweiz, Polen, Frankreich, Großbritannien, den Niederlanden und den Vereinigten Arabischen Emiraten. Neben dem klassischen Autohausgeschäft entwickelt und realisiert die Lueg-Gruppe Mobilitätsdienstleistungen, allen voran in den Bereichen Flotten-Schadenmanagement sowie Fahrzeug-Aufbauten für Nutz- und Ambulanzfahrzeuge. Zudem beteiligt sich Lueg am Batterie-Recycling.

## Unternehmensgeschichte

### Gründung im Jahr 1868 als Wagenfabrik
Im Jahr 1868 wurde die Friedr. Lueg Wagenfabrik in Bochum gegründet. Zunächst war die Firma im Kutschen- und Stellmachereigeschäft tätig. Nach dem Tod des Gründers Friedrich Lueg im Jahr 1890 wurde das Unternehmen von der Witwe Helene Lueg weitergeführt. Der Sohn des Firmengründers, Friedrich Oscar Lueg übernahm 1896 die Geschäftsführung. Unter seiner Leitung beschäftigt sich die frühere Kutschenfabrik seit dem Beginn des 20. Jahrhunderts zunehmend mit dem Automobil und zwar zunächst sowohl als Fabrikant von Karosserien aus der eigenen Werkstatt sowie als Händler von Automobilen der Marken Oldsmobile (1902), Adler (1908) und Saurer-Wien (1911).

### 1914–1945
1914 kam es zum Vertragsabschluss mit der Firma Benz & Cie., der nach dem Zusammenschluss der Firmen Daimler und Benz auf das fusionierte Unternehmen überging und bis heute Grundlage der 100-jährigen Partnerschaft mit der Daimler AG ist. Die Fahrzeug-Werke Lueg nahmen in den folgenden Jahren den Vertrieb weiterer Automobilmarken auf: 1923 AGA, 1926 Wanderer, 1929 Dixi und 1930 BMW.
In den Jahren 1924 und 1925 errichtete Lueg in Bochum das Friedrich-Lueg-Haus, das bei seiner Eröffnung im September 1925 das größte Ausstellungshaus Deutschlands war.
Nachdem nach Ausbruch des Zweiten Weltkriegs der Handel mit Automobilen zum Stillstand gekommen war, konzentrierte sich das Unternehmen auf seine frühere Rolle als Hersteller von Aufbauten und Karosserien. Am 4. November 1944 wurde die Wagenfabrik in Bochum im Zuge des schweren Luftangriffes auf die Stadt Bochum völlig zerstört.

### 1945–1999
Nach dem Krieg nahmen die Fahrzeug-Werke Lueg 1947 wieder den Vertrieb und Service von Automobilen auf. Unter der Führung von Paul Mahnert, Schwiegersohn des 1947 verstorbenen Friedrich Oscar Lueg, firmierte die vormalige Kommanditgesellschaft zur Fahrzeug-Werke Lueg GmbH um und reaktivierte die Geschäftsbeziehungen zu BMW und zur Daimler-Benz AG. 1958 wurde der Vertriebsvertrag für Mercedes-Benz erneuert, indem die Fahrzeug-Werke Lueg GmbH den Status eines Großvertreters der Daimler-Benz AG erhielten.
In den 1960er-Jahren entstanden neben den Standorten Essen und Bochum weitere Betriebe in Gladbeck, Witten, Recklinghausen, Velbert, Castrop-Rauxel und Bottrop. 1968 wurde Deutschlands größte Nutzfahrzeug-Reparaturwerkstatt in Wattenscheid eröffnet.
1990 übernahm das Unternehmen in Zwickau den ehemaligen VEB-Kraftverkehr. Am 1. Juli 1990, wurde die Autohaus Lueg GmbH gegründet mit drei Mercedes-Benz Centern in Zwickau, Hohenstein-Ernstthal am Sachsenring sowie in Stollberg.
1991 wurden neue Verkaufshäuser in Bottrop und Marl eröffnet.

### Entwicklung seit 2000
2000 firmierte das Unternehmen in die Fahrzeug-Werke Lueg AG um. Die Gesellschaftsanteile werden weiterhin ausschließlich von den Familien der Gründer gehalten. 2001 kam es zum Neubau eines Pkw-Centers in der Weststadt Essen und zur Eröffnung neuer Center in Recklinghausen und Witten. Mit der Übernahme der Vertriebsrechte für Mercedes-Benz in Mülheim an der Ruhr erweiterte die Fahrzeug-Werke Lueg AG ab 2003 ihr Geschäftsgebiet.
Die Lueg AG erweiterte ihr Markenspektrum durch Aufnahme des Vertriebs und Service für die Daimler-Konzernmarken smart (seit 1999) sowie Chrysler und Jeep (2000–2010). Seit 2003 vertreibt der Konzern über die Tochterfirma Lueg sportivo GmbH mit Sitz in Meerbusch die Marken Ferrari und Maserati. 2004 erwarb die Lueg AG die Essener van Eupen-Gruppe mit acht Autohäusern im Ruhrgebiet und im Sauerland und erweiterte das Sortiment um die Marken Opel, Volvo und Saab. 2009 übernahm Lueg das smart Center am Einkaufszentrum CentrO in Oberhausen.
2009 wurde eine Neustrukturierung der Mercedes-Benz Center im Ruhrgebiet eingeleitet. Der Standort in Gladbeck wurde im Februar 2009 aufgegeben und die Arbeitsplätze abgebaut. Zur Vermeidung weiterer betriebsbedingter Kündigungen wurde ein Vorruhestandsprogramm aufgelegt, in dessen Zuge der Personalstamm reduziert wurde. Die zunächst von der Schließung bedrohten Standorte Gelsenkirchen und Marl sollten erhalten bleiben. 2010 bis 2011 wurde das Gelände des Standortes am Stammsitz Bochum komplett umgebaut. Die Wiedereröffnung erfolgte am 9. Oktober 2011. Im Mai 2019 gab der Konzern bekannt, den Vertrieb der Marke Opel aufgrund veränderter Rahmenbedingungen für Händlerverträge einzustellen und die Autowelt van Eupen-Standorte in Essen und Mülheim an der Ruhr aufzugeben.
2019 übernahm der Konzern sechs Standorte der Mercedes-Benz Automobil AG (MERBAG) in der Zentralschweiz. Der Verkauf umfasste die Geschäftsbetriebe inklusive sämtlicher bestehender Arbeitsverträge der rund 200 Mitarbeiter.

### Lueg ab 2020
Im Mai 2020 wurde das Mercedes-Benz Center Witten mitsamt allen Mitarbeitern nach Bochum (Pkw) und Recklinghausen (Nfz) verlegt. Im Spätsommer folgte die Verlegung des Centers Marl nach Recklinghausen. Im November 2020 wurde der Pkw-Service des Centers Wattenscheid ebenfalls nach Bochum verlegt.
Im Oktober 2021 wurde die Wietmarscher Ambulanz- und Sonderfahrzeug GmbH (WAS) mit über 600 Mitarbeitern gekauft. Jährlich werden bei WAS rund 1.600 Fahrzeuge für Kunden aus über 40 Ländern gefertigt.
Im Frühjahr 2022 eröffnete Lueg ein neues Gebrauchtwagen-Center in Essen-Kray, das eine zentrale Rolle im neuen Konzept für den Gebrauchtwagenhandel von Lueg spielt. Einige Monate später eröffnete die Gruppe das deutschlandweit erste AMG-Brand-Center in Essen. Lueg war bereits seit 2008 offizieller AMG-Performance-Partner.
Im März 2023 gründete Lueg ein Joint Venture gemeinsam mit der DEPPE-Unternehmensgruppe: die RE.LION.Bat. Circular GmbH, die sich aufs Recycling von Lithium-Batterien aus Elektro-Fahrzeugen spezialisiert. Der Spatenstich für die Recycling-Anlage fiel bereits Anfang Oktober. Von Ende März 2023 bis Sommer 2025 vertrieb Lueg zudem die Marke INEOS des britischen Automobilherstellers INEOS Automotive. Im Juli expandierte die LUEG-Tochtergesellschaft Autohaus Lueg GmbH, die in Sachsen die Geschäfte der Unternehmensgruppe mit der Marke Mercedes-Benz, smart und Mitsubishi Fuso übernimmt: In der Stadt Aue übernahm Lueg den Standort der Autohaus-Oppel GmbH mit Hauptsitz in Bayern.

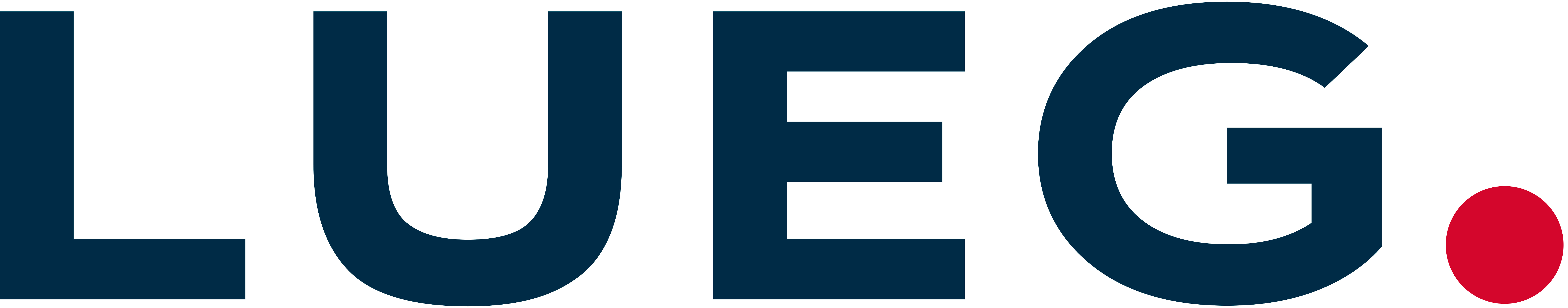
Logo der Holding

Im Oktober 2023 trat eine wichtige Änderung in der Struktur der Unternehmensgruppe in Kraft: Ab sofort fungiert die Fahrzeug-Werke Lueg AG als zentrale Holding, unter deren Dach sich alle zehn (2025 nur noch neun) Tochtergesellschaften sammeln.
Im Dezember 2023 erfolgte eine weitere Neugründung innerhalb der LUEG Gruppe: Die LUEG Tochtergesellschaft WAS gründete gemeinsam mit Fahrzeugbau Dülmer das Joint Venture EMS Panels mit Sitz in Emsbüren. Das Unternehmen stellt Verbundstoffplatten her, die in Rettungs- und Sonderfahrzeugen verbaut werden.
Seit August 2024 bündelt LUEG den Werkstatt-Service für Nutzfahrzeuge in Bochum-Wattenscheid: Dafür hat LUEG die Kapazitäten am Essener Standort Pferdebahnstraße für Nutzfahrzeuge von Mercedes-Benz nach Bochum-Wattenscheid in das dortige Nutzfahrzeug Kompetenzcenter verlegt.
Nachdem zu Anfang Januar 2024 der Service-Betrieb der Sahm GmbH in Ratingen übernommen wurde, hat LUEG mit der Integration der Frank Wagner KG in Heiligenhaus zum 1. Februar 2025 sein Servicenetz im Bergischen Land weiter ausgebaut.

## Ausbildung
Für die Ausbildung eigener Fachkräfte wirbt das Unternehmen seit Ende 2022 in einer Kampagne, deren Motive an Actionfilme angelehnt sind, und einem TikTok-Kanal, der von Auszubildenden des Unternehmens geführt wird. Zudem investiert Lueg seit März 2023 in die regelmäßige Neugestaltung der Ausbildung von Kfz-Mechatronikerinnen und -Mechatronikern in Essen. Dafür hat das Unternehmen eine Ausbildungskooperation mit den Entsorgungsbetrieben Essen (EBE) geschlossen.

## Marken
Die Lueg-Gruppe bietet autorisierten Vertrieb und Service für sieben Automobilmarken.
Seit 2022 ist Lueg offizieller Betreiber des deutschlandweit ersten AMG-Brand-Centers in Essen und vertreibt und wartet Fahrzeuge der Marke Mercedes-AMG, von März 2023 bis Sommer 2025 vertrieb die Tochtergesellschaft Lueg AG & Co. KG auch den INEOS Grenadier. Weitere Automobilmarken sind Mercedes-Benz und smart im Pkw-Bereich und die Marke Ferrari, die seit 2003 von der Tochterfirma Lueg sportivo GmbH repräsentiert wird. Die Automobilmarke Volvo wird seit 2010 an zwei Standorten in NRW von der Volvo Centrum Rhein Ruhr GmbH (VCRR) geführt.
Im Bereich der Nutzfahrzeuge leistet Lueg autorisierten Vertrieb und Service für die Daimler-Marken Mercedes-Benz Nutzfahrzeuge und Mitsubishi Fuso. Die GEWA Karosserie- und Fahrzeugbau GmbH ist spezialisiert auf Fahrzeugaufbauten, Reparaturen und Lackierungen. Die Wietmarscher Ambulanz- und Sonderfahrzeugbau (WAS), ebenfalls Tochterunternehmen der Fahrzeug-Werke Lueg AG, übernahm zum 1. Januar 2024 die GEWA Karosserie- und Fahrzeugbau GmbH im Rahmen interner Umstrukturierungen.

## Weitere Gesellschaften
- Fahrzeug-Werke Lueg AG als Muttergesellschaft
- Lueg AG & Co. KG als Vertriebs- und Servicepartner für die Marken Mercedes-Benz & Mercedes-AMG
- Lueg Mobility GmbH als Vertriebs- und Servicepartner für die Marke smart
- Autohaus Lueg GmbH für den Vertrieb und Service von Mercedes-Benz, smart und Mitsubishi Fuso in Sachsen
- Lueg sportivo für die Marke Ferrari
- Volvo Centrum Rheon Ruhr GmbH als Vertragspartner für Volvo
- Mobexo GmbH als Mobilitätsanbieter im Flottengeschäft
- Lueg AG als Vertriebs- und Servicepartner für Mercedes-Benz in der Zentralschweiz
- Wietmarscher Ambulanz- und Sonderfahrzeug GmbH (WAS) als Spezialist für Karosserie- und Fahrzeugbau, mit insgesamt 5 Tochtergesellschaften, darunter auch die GEWA-Karosserie- und Fahrzeugbau-GmbH
- GEWA-Karosserie- und Fahrzeugaufbau GmbH als Spezialist für Karosseriearbeiten und Fahrzeugaufbauten an Nutzfahrzeugen, eine Tochtergesellschaft der WAS
- RE.LION.BAT.Circular GmbH als Joint Venture für das Recycling von Lithium-Batterien

## Belege
1. ↑  Neuer größter Mercedes-Benz-Händler Deutschlands, auf automobilwoche.de
2. ↑  Einstieg beim Start-up Mobexo: Lueg investiert in Flottengeschäft, auf autohaus.de
3. ↑  GEWA-Karosserie- und Fahrzeugbau. Abgerufen am 15. Dezember 2023.
4. ↑  Mobilitätsgeschäft: Lueg übernimmt Ambulanz-Hersteller WAS. In: autohaus.de. TECVIA GmbH, 5. Oktober 2021, abgerufen am 15. Dezember 2023.
5. ↑  Yvonne Simon: Mercedes-Partner steigt ins Batterie-Recycling ein. In: kfz-betrieb.de. Vogel Communications Group, 10. März 2023, abgerufen am 15. Dezember 2023.
6. ↑  Vgl. Fahrzeug-Werke LUEG GmbH (Hrsg.): 1868–1968: Ein Jahrhundert LUEG – 100 Jahre im Familienbesitz. Essen 1968, S. 10
7. ↑  Vgl. Prott, Stefan/Glücksberg, Dirk: Dauer im Wechsel. Die LUEG-Story, In: 100 Jahre Kfz-Gewerbe, Autohaus-Sonderheft, 22. Juni 2009, S. 55
8. ↑  Handelsbetrieb: Dauer im Wechsel – Die Lueg-Story. Autohaus, 18. Juni 2009, ehemals im Original (nicht mehr online verfügbar); abgerufen am 26. Dezember 2016. (Seite nicht mehr abrufbar. Suche in Webarchiven)
9. ↑  Vgl. Prott/Glücksberg: Dauer im Wechsel. Die LUEG-Story, S. 56
10. ↑  Oliver Schmeer, Michael Bresgott: Lueg plant Premium-Bau für die Region. WAZ, 23. Februar 2009, abgerufen am 26. Dezember 2016.
11. ↑  Lueg hält an Gelsenkirchen und Marl fest. Autohaus, 19. Februar 2009, archiviert vom Original (nicht mehr online verfügbar) am 6. Oktober 2013; abgerufen am 26. Dezember 2016.  Info: Der Archivlink wurde automatisch eingesetzt und noch nicht geprüft. Bitte prüfe Original- und Archivlink gemäß Anleitung und entferne dann diesen Hinweis.
12. ↑  Neuer Opel-Vertrag: Van Eupen hat genug , auf kfz-betrieb.vogel.de
13. ↑  Lueg kauft sechs Standorte in der Schweiz, auf automobilwoche.de
14. ↑  Janet Lindgens: Essen: Lueg verkauft Gebrauchtwagen völlig anders als bisher. In: waz.de. FUNKE Medien NRW, 23. Mai 2022, abgerufen am 15. Dezember 2023.
15. ↑  Julia Mauritz: Lueg eröffnet das deutschlandweit erste AMG-Brand-Center. In: kfz-betrieb.de. Vogel Communications Group, 8. Juli 2022, abgerufen am 15. Dezember 2023.
16. ↑  Tom Wilfer EUWID: Spatenstich für Batterierecyclinganlage von Deppe und Lueg in Meppen. In: euwid-recycling.de. EUWID Europäischer Wirtschaftsdienst GmbH, 4. Oktober 2023, abgerufen am 15. Dezember 2023.
17. ↑  Andreas Grimm: Grenadier statt AMG bei Lueg in Essen. In: kfz-betrieb.de. Vogel Communications Group, 30. März 2023, abgerufen am 15. Dezember 2023.
18. ↑  Yvonne Simon: AVAG und Lueg übernehmen Standorte in Plauen und Aue. In: kfz-betrieb.de. Vogel Communications Group, 1. Juni 2023, abgerufen am 15. Dezember 2023.
19. ↑  LUEG Unternehmensgruppe. Abgerufen am 15. Dezember 2023.
20. ↑  WAS Wietmarscher Ambulanz- und Sonderfahrzeug GmbH: Spatenstich für neue Produktionshalle des Joint Ventures EMS Panels GmbH von WAS und Dülmer. 18. Juni 2024, abgerufen am 26. August 2024.
21. ↑  Fusion Pferdebahn. Abgerufen am 26. August 2024.
22. ↑  Übernahme in Ratingen: Lueg stärkt Service-Kompetenz, auf autohaus.de
23. ↑  Mercedes-Service: Lueg übernimmt Frank Wagner KG, auf autohaus.de
24. ↑  Yvonne Simon: Fahrzeugwerke Lueg starten Azubi-Kampagne – 55% mehr Bewerbungen. In: kfz-betrieb.de. Vogel Communications Group, 2. August 2023, abgerufen am 15. Dezember 2023.
25. ↑  The Best and the Glorious - Trailer. Abgerufen am 15. Dezember 2023 (deutsch).
26. ↑  Radio Essen: Essen: Unternehmen kooperieren für hochwertige Ausbildung. Abgerufen am 15. Dezember 2023.
27. ↑  GEWA Fahrzeugbau, Essen, wird 100-prozentige Tochter der WAS, Emsbüren. In: https://www.was-vehicles.com. https://www.was-vehicles.com,+4. Januar 2024, abgerufen am 9. Januar 2024.